# Effectif actuel des Bruins de Providence
| No    | Nom                | Nat. | Position       | Arrivée |
| ----- | ------------------ | ---- | -------------- | ------- |
| +031, | François Brassard  |      | Gardien de but |         |
| +035, | Brandon Bussi      |      | Gardien de but |         |
| +038, | Kyle Keyser        |      | Gardien de but |         |
| +003, | Kai Wissmann       |      | Défenseur      |         |
| +005, | Nick Wolff         |      | Défenseur      |         |
| +006, | Mike Reilly        |      | Défenseur      |         |
| +008, | Connor Carrick     |      | Défenseur      |         |
| +009, | Victor Berglund    |      | Défenseur      |         |
| +021, | Dan Renouf         |      | Défenseur      |         |
| +023, | Michael Callahan   |      | Défenseur      |         |
| +043, | Jack Ahcan         |      | Défenseur      |         |
| +044, | Josiah Didier – C  |      | Défenseur      |         |
| +010, | Georgii Merkulov   |      | Ailier gauche  |         |
| +011, | Samuel Asselin     |      | Centre         |         |
| +013, | Jakub Lauko        |      | Ailier gauche  |         |
| +014, | Chris Wagner – A   |      | Centre         |         |
| +015, | Justin Brazeau     |      | Ailier droit   |         |
| +016, | Luke Toporowski    |      | Ailier gauche  |         |
| +019, | John Beecher       |      | Centre         |         |
| +020, | Curtis Hall        |      | Centre         |         |
| +022, | Fabian Lysell      |      | Ailier droit   |         |
| +024, | Marc McLaughlin    |      | Centre         |         |
| +026, | J.D. Greenway      |      | Ailier gauche  |         |
| +029, | Oskar Steen        |      | Centre         |         |
| +034, | Eduards Tralmaks   |      | Ailier gauche  |         |
| +045, | Joona Koppanen     |      | Ailier gauche  |         |
| +047, | Joey Abate         |      | Ailier gauche  |         |
| +095, | Vinni Lettieri – A |      | Centre         |         |

1. ↑  (en) « Providence Bruins Roster », sur theahl.com (consulté le 16 octobre 2022).